# Ernst Heilemann
Ernst Heilemann (né le 8 août 1870 à Berlin ; mort le 9 avril 1936  à Kitchener) est un peintre, dessinateur, illustrateur et caricaturiste allemand.

## Biographie
Ernst Heilemann fut étudiant à l'Académie des arts de Berlin et travailla pour les journaux Jugend, Meggendorfer-Blätter (de) et Simplicissimus.

## Galerie

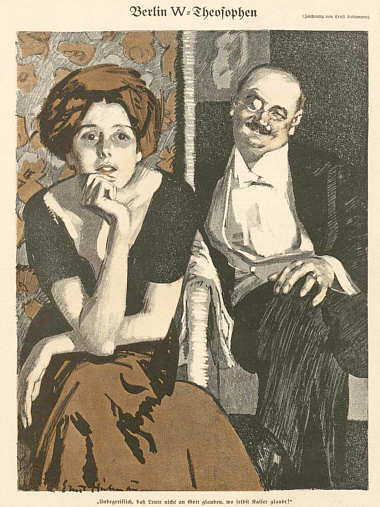
Dessin d'Ernst Heilemann paru dans Simplicissimus en 1911.
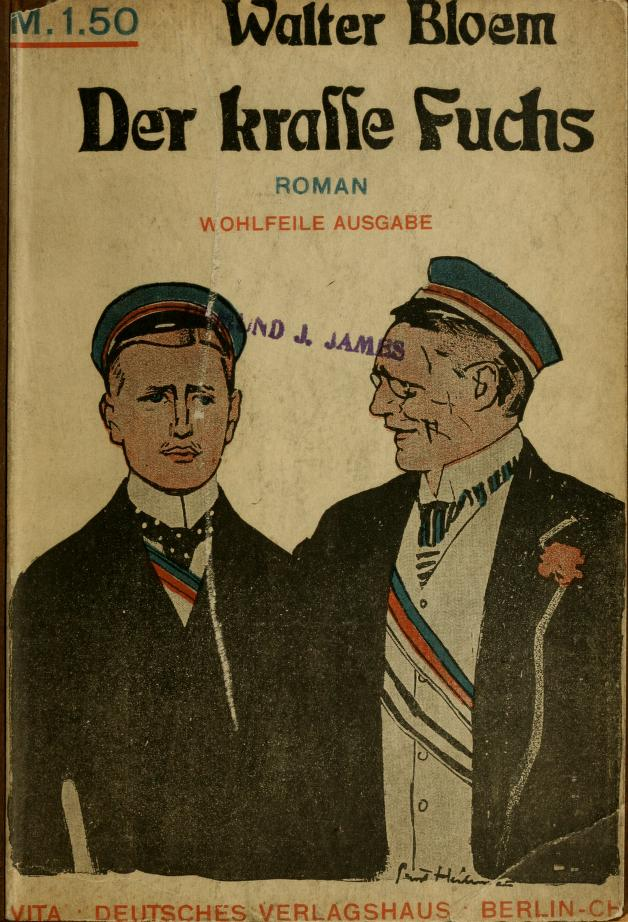
Couverture de Der krasse Fuchs (de) de Walter Bloem (de) réalisée par Ernst Heilemann[1].